# Los Angeles Film Critics Association Awards 1997
La 23ª edizione dei Los Angeles Film Critics Association Awards si è tenuta nel dicembre 1997, per onorare il lavoro nel mondo del cinema per l'anno 1997.

## Premi
Miglior film
- L.A. Confidential, regia di Curtis Hanson
  - 2º classificato: Il dolce domani (The Sweet Hereafter), regia di Atom Egoyan

Miglior attore
- Robert Duvall - L'apostolo (The Apostle)
  - 2º classificato: Jack Nicholson - Qualcosa è cambiato (As Good as It Gets)

Miglior attrice
- Helena Bonham Carter - Le ali dell'amore (The Wings of the Dove)
  - 2º classificato: Helen Hunt - Qualcosa è cambiato (As Good as It Gets)

Miglior regista
- Curtis Hanson - L.A. Confidential
  - 2º classificato: Atom Egoyan - Il dolce domani (The Sweet Hereafter)

Miglior attore non protagonista
- Burt Reynolds - Boogie Nights - L'altra Hollywood (Boogie Nights)
  - 2º classificato: Kevin Spacey - L.A. Confidential

Miglior attrice non protagonista
- Julianne Moore - Boogie Nights - L'altra Hollywood (Boogie Nights)
  - 2º classificato: Gloria Stuart - Titanic

Miglior sceneggiatura
- Curtis Hanson e Brian Helgeland - L.A. Confidential
  - 2º classificato: Kevin Smith - In cerca di Amy (Chasing Amy)

Miglior fotografia
- Dante Spinotti - L.A. Confidential
  - 2º classificato: Paul Sarossy - Il dolce domani (The Sweet Hereafter)

Miglior scenografia
- Peter Lamont - Titanic
  - 2º classificato: Jeannine Oppewall - Il dolce domani (The Sweet Hereafter)

Miglior colonna sonora
- Philip Glass - Kundun
  - 2º classificato: James Horner - Titanic

Miglior film in lingua straniera
- La Promesse, regia di Jean-Pierre e Luc Dardenne  ·   Belgio
  - 2º classificato: Vuoi ballare? - Shall We Dance? (Shall we dansu??), regia di Masayuki Suo  ·   Giappone

Miglior film d'animazione
- Hercules (Hercules), regia di Ron Clements e John Musker

Miglior documentario
- Riding the Rails, regia di Dave Fleischer
  - 2º classificato: Sick: The Life and Death of Bob Flanagan, Supermasochist, regia di Kirby Dick

Miglior film sperimentale/indipendente
- Finished

New Generation Award
- Paul Thomas Anderson - Boogie Nights - L'altra Hollywood (Boogie Nights) e Sydney

Menzione speciale
- Peter Bogdanovich